# 新藤栄作
新藤 栄作（しんどう えいさく、1958年11月28日 - ）は、日本の俳優、アクティングラボ・無現（旧：劇団無現）の主宰者、元キックボクサー。和歌山県出身。エ・ネスト所属。身長172cm 体重68kg 股下80cm。血液型はAB型。一時期、芸名を同じ読みの進藤 栄作としたが、短期間で元の字に戻した。

## 人物
和歌山県美山村寒川（現：日高川町）出身。摂陵高等学校（現・早稲田摂陵高等学校）、奈良大学中退。

## 経歴
学生時代は大阪スタヂアムにあった芦原道場で石井和義に極真空手を学ぶ。
大学中退後、プロキックボクサーとなるために上京、プロとしてデビューを果たすも「自分の考えていた世界と違う」として進路を変更して演劇集団 円の演技研究所へ入所し俳優に転身。その後、東京キッドブラザースの劇団員を経て1984年、漫才作家の秋田實をモデルとしたテレビドラマ『心はいつもラムネ色』（NHK朝の連続テレビ小説）で主役に抜擢されデビュー。
1985年に『俺ら東京さ行ぐだ』で映画初主演デビュー、同作品で第9回日本アカデミー賞新人俳優賞受賞。1988年の映画『敦煌』に出演後、俳優の木村圭作らと共に劇団A.W.S（1993年10月）を旗揚げし、1995年4月に劇団エ・ネストへと発展。2000年11月に同劇団を解散し、映画監督の中田信一郎を主宰者として迎え2001年1月に劇団無現を結成、同年4月に旗揚げした。現在は俳優として活動する一方、中田と共に同劇団の主宰者として後進の育成に尽力している。関西出身の役を演じる時は関西弁で演じており、関西出身のタレント・芸人と番組出演する時も関西弁で話している。
関西では長寿テレビ番組『ふるさとZIP探偵団』（関西テレビ）の探偵として親しまれていた。

## 出演

### 映画
- 俺ら東京さ行ぐだ（1985年、松竹）
- あいつに恋して（1987年、東宝）
- 暗号名 黒猫を追え（1987年、Uプロダクション）
- 敦煌（1988年、東宝 映画「敦煌」製作委員会）
- パンダ物語（1988年、東宝）
- 不可思議物語 FANTASTIC COLLECTION（1988年）
- 落陽（1992年、にっかつ80周年記念作品）
- 元祖パチンコ物語・温泉珍道中（1994年、ケイエスエス）
- 元祖パチンコ物語・駅前戦争（1994年、ケイエスエス）
- 修羅がゆく2 戦争勃発（1996年、アルゴ・ピクチャーズ）- 火野組組長 火野五郎
- 渇きの街（1997年、ケイエスエス）
- 借王3（1998年、日活） - ミヤノ建設 公共建設課長 伏見
- Nile ナイル（1999年、東映）
- 修羅のみちシリーズ（アルゴ・ピクチャーズ）- 関東共住会大神組幹部 風間完治
  - 修羅のみち2 関西頂点決戦（2002年）
  - 修羅のみち4 北九州代理戦争（2002年）
- 逢いたい（2003年）
- ゴジラ×モスラ×メカゴジラ 東京SOS（2003年、東宝） - 東京タワーの自衛隊員[2]
- 檻 Prison Girl（2006年）
- 俺は、君のためにこそ死ににいく（2007年）
- 天心（2013年）

### テレビドラマ
- 連続テレビ小説（NHK総合）
  - 心はいつもラムネ色（1984年 - 1985年）
  - 和っこの金メダル（1989年）
- 迷宮課刑事おみやさん（1985年、朝日放送制作テレビ朝日系）
- 大河ドラマ（NHK総合）
  - いのち（1986年） - 岩田竜夫
  - 八代将軍吉宗 （1995年） - 徳川宗勝
- 妻たちの初体験（1986年、日本テレビ系）
- かけおち通り（1988年、TBS系愛の劇場）
- ドラマ10（NHK総合）
  - 詩城の旅びと（1989年） - 辻秀三
- いとしの婿どの（1989年、東海テレビ制作フジテレビ系）
- トップスチュワーデス物語（1990年、TBS系）
- いのち草（1990年、讀賣テレビ制作日本テレビ系）
- 土曜ドラマ（NHK総合)
  - 新十津川物語（1992年） - 栃谷和三郎
- 華の誓い（1991年、東海テレビ制作フジテレビ系） - 池山陸男
- ドラマ新銀河（NHK総合）
  - 親子は他人の始まり（1993年）
- 十津川警部シリーズ第4作「函館駅殺人事件」（1994年、TBS系月曜ドラマスペシャル）
- 裸の大将 第67話「清の焼おにぎり」（1994年、関西テレビ / 東阪企画） - 沢井竜馬
- 同居人カップルの殺人推理旅行（1995年、テレビ朝日系）
- 温泉若おかみの殺人推理（1995年、テレビ朝日系）
- 北アルプス山岳救助隊・紫門一鬼（2001年、テレビ東京系女と愛とミステリー）
- 月曜ミステリー劇場 探偵 左文字進6「避暑地の殺人者」（2002年10月7日、TBS） - 神崎真一
- 坊さん弁護士・郷田夢栄1（2003年、テレビ東京・BSジャパン） ‐ 相場徳治
- 弁護士・朝日岳之助（2003年、日本テレビ系火曜サスペンス劇場） - 谷口昌也
- 土曜ワイド劇場 ラーメン刑事「龍」の殺人推理(4)（2003年9月20日、テレビ朝日） - 藤原一也
- 金田一耕助シリーズ「白蝋の死美人」（2004年、TBS系） - 伊澤信造
- はみだし弁護士・巽志郎（2004年、朝日放送系） - 柴崎達夫
- 相棒（テレビ朝日系）
  - Season3 第18話「大統領の陰謀」（2005年） - 平本修治
  - Season11 第11話 元日スペシャル「アリス」（2013年） - 三島武典
- 赤い霊柩車（2005年、フジテレビ系）
- 浅見光彦シリーズ（2006年、フジテレビ系金曜エンタテイメント）
- 水戸黄門（C.A.L/TBS系）
  - 第37部 第18話「真夏の恋の物語・尾花沢」（2007年） - 津久井忠三郎
  - 第38部 第2話「嵐を呼ぶ瀬戸内の謎!・瀬戸内」（2008年） - 曽根信兵衛
  - 第43部 第3話「名馬が守った父娘の絆・平塚」（2011年） - 岡部主水丞
- 月曜ゴールデン「弁護士・高見沢響子(9)」（2008年、TBS系）
- その男、副署長〜京都河原町署事件ファイル〜第2シリーズ（2008年、テレビ朝日系）
- ヤメ検の女（2009年、朝日放送系） - 手塚菊夫
- 最上の命医（2011年、テレビ東京系） - 望田医師
- 釣り刑事4（2013年、TBS系） - 副署長
- 日曜ワイド 「深層捜査2」（2017年、テレビ朝日） - 川村恵三
- 絶対零度 (テレビドラマ)（2018年、フジテレビ） - 中西管理官
- 大富豪同心2 第6回「二つの恋」（2021年7月2日、NHK-BSP） - 坂田正重

### 舞台
- ガンペ／ゴロツキ（アトリエ無現）
- 男たち（劇団A.W.S）
- 渡る世間は鬼ばかり（帝国劇場）
- 春燈（芸術座）
- ゆずり葉の井戸（帝国劇場）
- わが歌ブギウギ 笠置シヅ子物語（大阪・新歌舞伎座）
- 佐渡島他吉の生涯（御園座ほか）
- 細雪（明治座、博多座、帝国劇場ほか）
- 悪女について（芸術座）
- 赤ひげ（御園座、博多座）
- 渡哲也特別記念公演「信長」（1996年10月、大阪・新歌舞伎座）
- 仁淀川（芸術座）
- 初蕾（京都南座）
- どてらい男（京都南座）
- 佐賀のがばいばあちゃん（中日劇場）
- 森進一特別公演「愛 果てしなく」
- 長山洋子特別公演「恋伝説 愛すればこそ」

### Vシネマ
- ZAP!運が良けりゃの話じゃん!（1991年）
- 人間兇器/愛と怒りのリング（1992年）
- どチンピラ4（1993年）
- 野獣伝説（1993年）
- 東京デカメロン（1996年）
- アブナイ女 GATEWAY（1996年）
- ROSE 殺戮の女豹 （1996年）
- Zero WOMAN 名前のない女（1996年） - 外務省北米局第一課 門脇清二
- ラブリーエンジェル （1997年）
- ニッポン競輪アカデミー 青春、ジャン!（1997年）
- 勝算 ODDS（オッズ）（1997年）
- 実姉（あね）奴隷（1997年）
- 赫いためいき（1997年）
- 裏警察BOX39 FILE 医療ミス（1998年）
- 難波金融伝・ミナミの帝王「消えない傷痕」（1999年）
- ホステスNo.1 再建屋みなみ（2000年）
- 首領への道 15・16（2001年） - 武衆連合若頭補佐 塚本勝男
- 実録外伝 ゾンビ極道（2001年）
- 極道仁義 浪花の龍（2001年）
- 北の狼（2002年）
- 実録・竹中正久の生涯 荒らぶる獅子（2003年 GPミュージアムソフト） - 三代目山賀組若頭補佐 中川勝正
- 難波金融伝・ミナミの帝王「破産の葬列」（2005年）
- 実録 愚連隊の神様 万年東一（2007年）[3]
- 新宿暴力街（2007年・2008年）
  - 新宿暴力街 華火（2007年） - 仙道組組長
  - 新宿暴力街 烈華（2008年） - 仙道組幹部
- 実録・銀座警察 義侠 完結編（2008年） - 八貴不動産常務 メイジ
- むこうぶち 4 高レート裏麻雀列伝 雀荘殺し（2008年6月25日、オールインエンタテインメント） - 勝田
- 横浜暗黒街 華炎（2008年）
- 新・鯨道 侠魂（2009年） - 三代目浜内組若頭 地町行人
- 侠宴 〜実録・阿形充規の半生〜（2009年） - 吉侠一家貸元 原組組長 原洋次
- 実説・沖縄ヤクザ抗争 いくさ世(ゆ) アシバー 上原勇一（2009年） - 喜捨場朝明（通称：ターリー、コザ派首領）
- 実録・侠魂（2011年） - 山神組二代目細野組岡田組組長 岡田勇生
- 日本極道戦争 第十一章（2021年） - 元・神征会 荒川一家総裁 荒川正造

### バラエティー番組
- ふるさとZIP探偵団（1989年 - 1998年、関西テレビ）
- 高島忠夫のごちそうさま（1990年 - 1992年、日本テレビ系）
- Beアップル2時!（1992年 - 1993年、よみうりテレビ制作 日本テレビ系）

他多数

## ディスコグラフィ

### シングル
|             | 発売日        | タイトル               | B面         | 規格        | 規格品番    |
| CBS・ソニー | CBS・ソニー   | CBS・ソニー            | CBS・ソニー | CBS・ソニー | CBS・ソニー |
| ----------- | ------------- | ---------------------- | ----------- | ----------- | ----------- |
| 1st         | 1985年6月21日 | ワッショイ-最後の楽園- | 青春小説    | EP          | 07SH-1656   |

### 参加作品
| 発売日       | 商品名         | 歌                 | 楽曲             | 備考 |
| ------------ | -------------- | ------------------ | ---------------- | ---- |
| 1998年5月2日 | 桶屋の八つぁん | 長山洋子・新藤栄作 | 「新宿たずね人」 |      |

### タイアップ
| 曲名                   | タイアップ                                       | 収録作品                           |
| ---------------------- | ------------------------------------------------ | ---------------------------------- |
| ワッショイ-最後の楽園- | ヤクルトCMソング                                 | シングル「ワッショイ-最後の楽園-」 |
| ワッショイ-最後の楽園- | 新藤栄作主演、松竹映画『俺ら東京さ行ぐだ』挿入歌 | シングル「ワッショイ-最後の楽園-」 |
| 青春小説               | 新藤栄作主演、松竹映画『俺ら東京さ行ぐだ』挿入歌 | シングル「ワッショイ-最後の楽園-」 |